# Малахов, Виталий Ефимович
Виталий Ефимович Малахов (укр. Віталій Юхимович Малахов; 19 июля 1954, Львов — 4 ноября 2021, Киев) — украинский театральный режиссёр, лауреат Национальной премии Украины имени Тараса Шевченко (2008) Народный артист Украины (2008) Художественный руководитель Киевского академического драматического театра на Подоле (1987—2021).

## Биография
С 1963 работал в Студии юных дикторов на украинском радио.
С 1972 по 1977 учился в Киевском государственном театральном институте им. И. Карпенко-Карого на факультете режиссуры драмы.
В 1977 начал свою карьеру работая на украинском телевидении.
С 1978 по 1979 года — в Киевском государственном театре русской драмы им. Леси Украинки
С 1979 года возглавил Киевский государственный Театр эстрады.
С 1985 по 1987 год работал со своей труппой на базе Киевского молодёжного театра.
В 1987 создал свой театр — Киевский драматический театр на Подоле. Вплоть до смерти являлся художественный руководителем и директором театра.
Умер 4 ноября 2021 года от сепсиса.

### Семья
Дочь — телеведущая Даша Малахова

## Творчество

### Постановки
- 1976 — «Много шума из ничего» по В. Шекспиру (учебный театр-студия)

#### Театр русской драмы (Рига)
- 1977 — «Левша» по Б. Райцеру и В. Константинову
- 1977 — «Друзья, споем о Беранже» по Б. Окуджаве

#### Национальный академический театр русской драмы им. Леси Украинки
- 1978 — «Сказка про Монику» C. Шальтаниса
- 1978 — «Надеяться» по Ю. Щербаку
- 1984 — «Теплый пепел» А. Крыма
- 1985 — «Мамаша Кураж» по Б. Брехту
- 1985 — «Весь Шекспир за один вечер»
- 2006 — «Количество» К. Черчилль
- 2006 — «Завещание целомудренного бабника» А. Крыма

#### Национальный академический театр оперы и балета им. Т. Шевченко
- 2010 — «Алеко» С. Рахманинова

#### Национальный академический драматический театр им. И. Франко
- 2002 — «Отелло» В. Шекспир
- 2010 — «Грек Зорба» Н. Казандзакиса
- 2012 — «Грек Зорба» Н. Казандзакиса
- 2014 — «Про мышей и людей» Д. Стейнбека

#### Театр «Ателье-16»
- 2006 — «Самоубийца» М. Эрдмана

#### Севастопольский академический русский драматический театра им. А. В. Луначарского
- 2011 — «Самоубийца» Н. Эрдмана

#### Театр на Подоле
- 1980 — «Я — Киев»
- 1980 — «Ночь чудес» В. Шекспира
- 1981 — «Мошенник поневоле» по М. Ларни
- 1983 — «Заря и смерть Пабло Неруды» И. Драча
- 1985 — «Трактирщица»
- 1987 — «Маугли» по Р. Киплингу
- 1987 — «Нас теперь двое» Ф.-Г. Лорки
- 1987 — «Вертеп» В. Шевчука
- 1988 — «Кабала святош» («Мольер») М. Булгакова
- 1989 — «Софокл. Шекспир. Брехт»
- 1989 — «Вертеп» (вторая версия) В. Шевчука
- 1990 — «Лекция о Фаусте, прочитанная Виктором Вагнером»
- 1991 — «Сокровища Бахрама»
- 1991 — «Пир во время чумы» по А. Пушкину
- 1993 — «Опера Мафиозо» В. Станилова
- 1993 — «Пир во время чумы»(вторая версия) по А. Пушкину
- 1994 — «Яго» по В. Шекспиру
- 1994 — «Ночь чудес»(вторая версия) В. Шекспира
- 1998 — «Два анекдоты от Чехова» по А. Чехову
- 1998 — «В степях Украины» А. Корнейчука
- 2001 — «Квартал небожителей» А. Коротко
- 2001 — «Фантазия для рояля в четыре руки» А. Ольмерта
- 2003 — «Сложи слово ВЕЧНОСТЬ» по М. Булгакову
- 2003 — «Фараоны» А. Коломийца
- 2003 — «Дядя Ваня» А. Чехова
- 2005 — «Полоумный Журден» М. Булгакова
- 2005 — «Мое столетие» М. Лоранса
- 2005 — «Опера Мафиозо» (вторая версия) В. Станилова
- 2005 — «Трактирщица» (вторая версия)
- 2006 — «Не могу себе представить, что будет завтра» Т. Уильямса
- 2006 — «Осень в Вероне, или Правдивая история Ромео и Джульетты» А. Крыма
- 2006 — «Предчувствие Мины Мазайло» М. Кулиша
- 2007 — «Шестеро персонажей в поисках автора» Л. Пиранделло
- 2007 — «Мастер-класс Марии Каллас» Т. МакНелли
- 2007 — «Дворянские выборы» Г. Квитки-Основьяненко
- 2007 — «Дневник молодого врача» по М. Булгакову
- 2008 — «Вертеп» (третья версия) В. Шевчука
- 2008 — «Откуда берутся дети?» А. Крыма
- 2008 — «Сто тысяч» И. Карпенко-Карого
- 2008 — «Антракт» А. Марданя
- 2008 — «Белая гвардия» по М. Булгакову
- 2008 — «Летний вечер в раю» С. Щученко
- 2009 — «Количество (Отец и дети)» К. Черчилль
- 2009 — «Игры олигархов» А. Прогнимака
- 2010 — «Шесть черных свечей» Д. Диллона
- 2010 — «Опера Мафиозо» В. Станилова
- 2011 — «На дне» М. Горького
- 2011 — «Прошлым летом в Чулимске» А. Вампилова
- 2013 — «Лебединое озеро. Сумерки.» В. Гуляйченко, Т. Могильник
- 2014 — «Вернисаж на Андреевском»[4]
- 2015 — «Вечно живые» В. Розов[7]
- 2016 — «Сойкино крыло» И. Франко[8]

## Признание и награды
- 1998 — Лауреат премии «Киевская пектораль» в категориях «Лучший спектакль драматического театра» и «Лучшая режиссёрская работа» (спектакль «В степях Украины» А. Корнейчука)
- 2003 — Лауреат премии «Киевская пектораль» в категориях «Лучший спектакль драматического театра» и «Лучшая режиссёрская работа» (спектакль «Дядя Ваня» А. Чехова (Театр на Подоле))
- 2004 — Лауреат премии «Киевская пектораль» в категориях «За лучший арт-проект» (спектакль «О мышах и людях» Дж. Стейнбека (Театральная компания «Бенюк и Хостикоев[укр.]»))
- 2005 — Лауреат премии «Киевская пектораль» в категориях «Лучший спектакль камерной (малой) сцены» (спектакль «Мое столетие» М. Лоранс)
- 2008 — Народный артист Украины[2]
- 2008 — Лауреат Национальной премии Украины имени Тараса Шевченко[1]
- 2010 — Лауреат премии «Киевская пектораль» в категориях «Лучший спектакль драматического театра» (спектакль «Грек Зорба» Н. Казандзакиса (Театр им. И.Франко))
- 2011 — Лауреат премии «Киевская пектораль» в категориях «Лучший спектакль драматического театра» и «Лучшая режиссёрская работа» (спектакль «Прошлым летом в Чулимске» А. Вампилова (Театр на Подоле))[9]
- 2020 — Лауреат премии «Киевская пектораль» в категории «За лучший драматический спектакль» Андрей Курков «Серые пчелы», режиссёр-постановщик Виталий Малахов (Театр на Подоле)[10]
- 2024 — Почётный гражданин Киева (посмертно)[11]